# Karley Scott Collins
Karley Scott Collins, född 1999, är en amerikansk röstskådespelare och skådespelare.

## Filmografi
- The Class
- Private Practice
- The Hottie & the Nottie
- Pulse 2: Afterlife
- Amusement
- Pulse 3
- The Collecter
- Amish Grace
- Letters to God
- Open Season 3
- Family Guy
- Fringe
- Answers to Nothing
- When You Find Me
- Once Upon a Time